# Преттигау-Давос (регион)
Регион Преттигау-Давос (нем. Region Prättigau/Davos) — регион швейцарского кантона Граубюнден, учрежденный 1 января 2016 года входе региональной реформы кантона. Был образован из бывшего округа Преттигау-Давос.
Административным центром является коммуна Клостерс

## География
Высочайшей точкой региона считается гора Ферштанклахорн (3 297 м).
Самыми длинными реками, протекающие в регионе считаются Ландкварт, впадающая в долину Преттигау, и Ландвассер, впадающая в озеро Давозерзе.
Регион Преттигау-Давос граничит с регионами Ландкрафт, Плессур, Альбула, Малоя и Энджадина-Басса/Валь-Мюштайр, а также с Австрией (округ Блуденц).

## Административное Деление
Регион Преттигау-Давос состоит из 11 муниципалитетов.
| №  | Герб | Название             | Население (2022) | Площадь на км² (2019) |
| -- | ---- | -------------------- | ---------------- | --------------------- |
| 1  |      | Давос                | 10862            | 284                   |
| 2  |      | Фидерис              | 613              | 25,4                  |
| 3  |      | Фурна                | 205              | 33,3                  |
| 4  |      | Енац                 | 1148             | 25,9                  |
| 5  |      | Клостерс             | 4423             | 219,8                 |
| 6  |      | Контерс-им-Преттигау | 241              | 18,4                  |
| 7  |      | Кюблис               | 897              | 8,1                   |
| 8  |      | Луцайн               | 1624             | 83,9                  |
| 9  |      | Грюш                 | 2153             | 43,3                  |
| 10 |      | Ширс                 | 2861             | 61,7                  |
| 11 |      | Зевис-им-Преттигау   | 1426             | 49                    |